# Max 'n Specs
Max 'n Specs was een Nederlands discoduo bestaande uit de in Nederland woonachtige Amerikanen Robin Lent, oprichter van de band Robinson Cruiser, en Lorenzo Mills die deel uit maakte van American Gypsy.

## Geschiedenis
Het meest bekend werd het duo met het rapnummer "Don't come stoned and don't tell trude!" waarbij ze elkaar met "Max" en "Specs" aanspreken. Het nummer werd gecomponeerd en geproduceerd door Ilja Gort. Bij dit nummer werden ze begeleid door een tweetal achtergrondzangeressen, onder meer Cherry Wijdenbosch, beide met saxofoon.Op de B-kant stond het nummer "Don't come stoned and don't tell trude part 2". 
Op 22 september 1980 werd het nummer door Frits Spits verkozen tot Steunplaat.Het nummer stond in 1980 8 weken in de Top 40 met als hoogste de 13e plaats. In de Nationale Hitparade kwam het nummer tot de 6e plaats en stond het 10 weken genoteerd in de lijst Ook buiten Nederland werd het een hit. Van het voor die tijd buitenissige nummer verscheen ook een 12 inch-versie.
In 1981 wordt Lorenzo vervangen door de ook in Nederland woonachtige percussionist Eddie Conard en wordt het nummer "Hand's up!" (street jungle cats) met B-kant "The way they do it" uitgebracht en in 1982 "The songwriter's madness". In 1990 volgde nog het nummer "Beathoven" met remixer Ben Liebrand. 
- MusicBrainz: 512a1a92-d446-4296-90bb-6c6f541ec937